# Maria Niklińska

Maria Niklińska, née le 28 décembre 1983 à Varsovie en Pologne, est une actrice de cinéma et une chanteuse polonaise.

## Filmographie partielle

### Cinéma
- 1996 : Tajemnica Sagali (Estoch) de Jerzy Łukaszewicz
- 2003 : Une vieille fable. Quand le soleil était un dieu (Żywia) de Jerzy Hoffman
- 2005 : Rozdroże Cafe (Julka) de Leszek Wosiewicz
- 2006 : Ja wam pokażę! (Tosia) de Denis Delić
- 2006 : My Baby (Majka)
- 2007 : Jutro idziemy do kina (Basia) de Michał Kwieciński
- 2008 : Czarny (Ola) de Dominik Matwiejczyk
- 2010 : Ciacho (Magda) de Patryk Vega
- 2011 : Prosto z nieba
- 2014 : Na krawędzi 2 (Anna Sajno)

### Télévision
- 1997-2002 et depuis 2010 : Klan (Agata) de Paweł Karpiński
- 1998 : Ach, te okienka (Karolina) de Paweł Pitera
- 1999 : Na dobre i na złe (Natalia)
- 2003-2004 : Rodzinka (Sara) de Anna Hałasińska
- 2004 : Stara baśń (Żywia) de Jerzy Hoffman
- 2004-2008 : Kryminalni (Magda) de Piotr Wereśniak
- 2007 : Oskarżeni. Śmierć sierżanta Karosa (Agata Syrokomla) de Stanisław Kuźnik
- 2007 : Pierwsza miłość (Jagoda) de Okił Khamidov
- 2008 : Londyńczycy (Ivonne)
- 2009-2011 : Ojciec Mateusz (Maryna); (Julia)
- 2009 : Czas honoru (Irena Rutkowska)
- 2011 : Hotel 52 (Ada Wójcik) de Grzegorz Kuczeriszka
- depuis 2012 : Na Wspólnej (Nicole Sulinsky)
- 2012 : Na krawędzi (Anna Sajno) de Maciej Dutkiewicz

## Discographie
- 2015 : Maria

1. Dreamin’
2. Płać!
3. Na pięć
4. Na północy
5. Zapytam
6. Jeśli tylko chcesz
7. Lubisz tak
8. Granaty
9. Ile jeszcze[1]
10. Another Lover
11. Red Eyes